# Blason de Wrocław

Blason de Wrocław, aujourd'hui

Cet article traite du blason de Wrocław.

## Moyen Âge

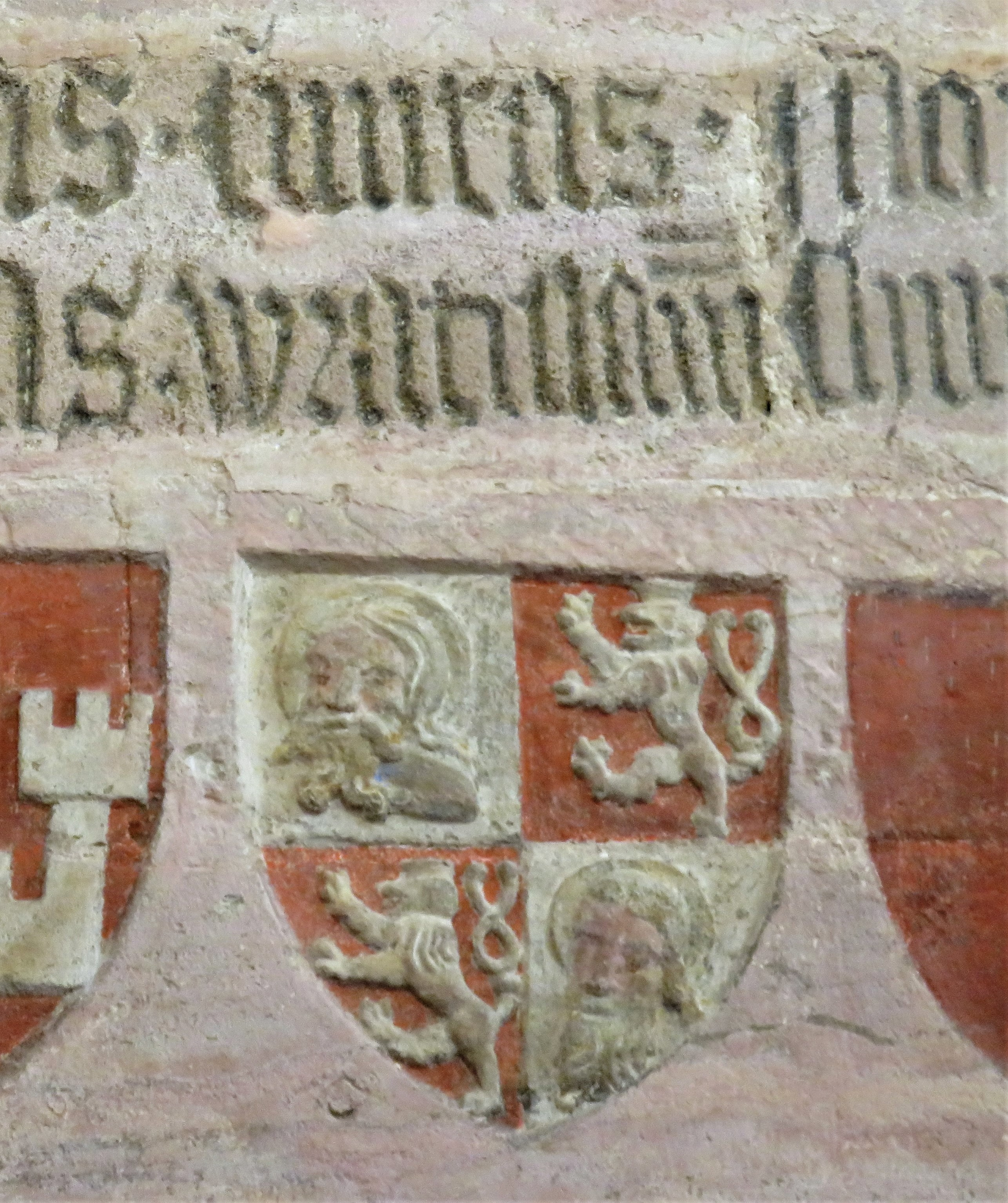
Blason médiévale, château Lauf, c. 1360

Le premier blason de Wrocław datant du XIVe siècle établi sous l'autorité de Charles IV du Saint-Empire. Deux champ comportant la tête de saint Jean-Baptiste sur un plateau, les deux champs suivants représentant un lion Tchèque couronné. On ne peut contempler ce blason qu'à un seul endroit, la salle des blasons du château Lauf près de Nuremberg.

## 1530

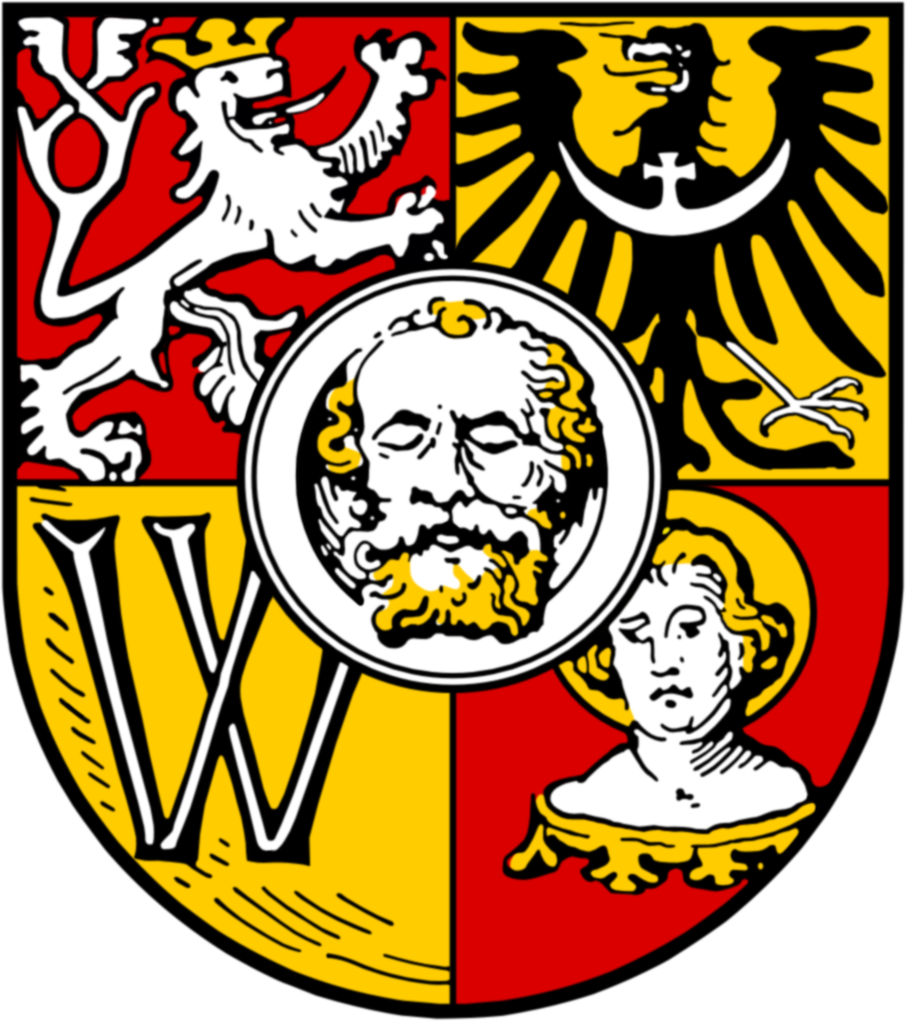
Blason de 1530 à 1938

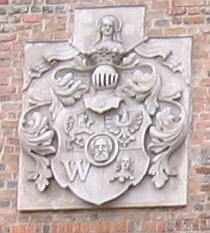
Relief sur la façade de l'arsenal de Wrocław

Le 12 février 1530 le roi de Bohême et de Hongrie, Ferdynand I donna à la ville un nouveau blason, privilège qui fut confirmé le 10 juillet par l'empereur Charles Quint:
Le blason de Wrocław est un écu partagé en croix, en quatre champs :
- Le champ supérieur droit (dans le sens héraldique) comporte un lion debout appuyé à gauche et couronné, gueule ouverte et queue fourchue dressée. Le lion est blanc à contour noir, la couronne est or à contour noir, et le fond est rouge.
- Le champ supérieur gauche comporte un aigle aux ailes déployées symétriquement, la tête tournée à droite, la poitrine et les ailes barrées d'un croissant de lune, lequel est surmonté d'une croix à branches égales. L'aigle est noir, le croissant et la croix sont blancs, et le fond est or.
- Le champ inférieur droit comporte un grand "W" noir sur fond or.
- Le champ inférieur gauche représente le buste de saint Jean l'Évangéliste de face, au visage jeune et portant une chevelure bouclée, comme féminine, entourée d'une auréole; le buste est posé sur une couronne renversée. Le buste est blanc à contour noir, l'auréole et la couronne sont or à contour noir, et le fond est rouge,
- Au milieu de l'écu à quatre champs, la tête de St Jean-Baptiste inclinée à droite repose sur un plateau rond. La tête est blanche, les cheveux et la barbe sont noirs, le plateau est blanc et entouré d'un double contour noir.

Soit le blasonnement suivant : Écartelé, au I de gueules à un lion d'argent contourné à double queue passée en sautoir couronné d'or, au II d'or à une aigle de sable liée d'un croissant d'argent surmonté d'une croix du même, au III d'or à la lettre capitale W de sable, au IV, de gueules à un buste de saint Jean d'argent nimbé d'or et issant d'une couronne renversée du même. Sur le tout un ecusson rond d'argent à la tête de Saint Jean-Baptiste du même chevelée et barbé d'or

## 1938

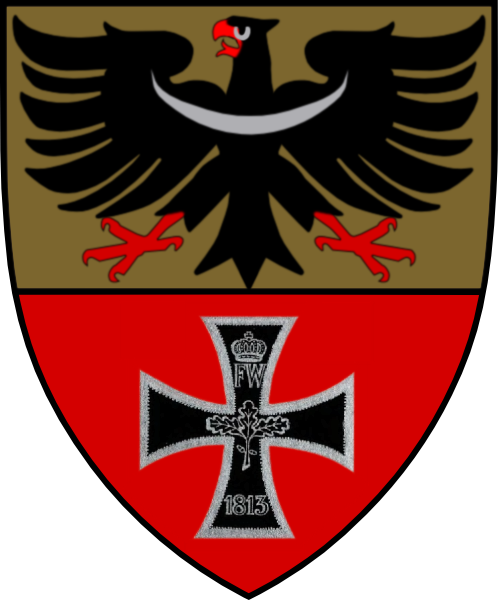
Blason de 1938 à 1945

Le 19 octobre 1938 les nazis sur ordre du gauleiter de Silésie Joseph Wagner effacèrent le blason traditionnel, le remplaçant par un blason à deux champs. dans celui du haut, un aigle noir sur fond or, et dans la partie basse, sur fond rouge, une croix de fer - le concepteur de ce nouveau blason fut le professeur berlinois Schweitzer-Mjoelnir. Extrait d'un journal de cette époque :
… Le gauleiter de Silésie Josef Wagner n'apprécie pas le blason marqué de la lettre « W ». elle est parait-il « trop Slave », car elle reprend les initiales du prénom du roi Tchèque "Wratysław", fondateur de notre ville. Le lion d'ailleurs et lui aussi impropre, car d'origine Tchèque. 
En plus de cela, le gauleiter Wagner pense que sur le blason apparaissent trop de symboles chrétiens. L'image centrale de St Jean-Baptiste sur un plateau n'arrange pas les sentiments de notre gauleiter. Il ordonna donc la création d'un nouveau blason. Il comportera un aigle silésien et une croix de fer avec les lettres "FW" et la date 1813. Les initiales sont celles du roi Frédéric-Guillaume III de Prusse (all. Friedrich Wilhelm III.), qui instaura la distinction de la croix de fer après la guerre de libération contre Napoléon Bonaparte.

## 1948

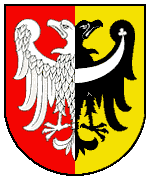
1948-1990

Après la Seconde Guerre mondiale et le retour de Wrocław sous domination polonaise, fut rétabli pour une période courte (jusqu'en 1948) le blason traditionnel de la ville. En février de cette même année le conseil de la ville modifia le blason original - le lion tchèque déplacé du champ I au champ III, la tête de saint Jean-Baptiste effacée, et à la place du lion tchèque, on dessina une aigle blanche polonaise sans couronne. Ce blason ne fut toutefois jamais utilisé. Toujours en 1948, le blason de la ville fut représenté par une aigle a deux têtes (bicéphale) imitant le sceau moyenâgeux du maire de la ville de Wrocław - encore plus vieux que l'actuel blason de la ville. L'auteur de ce nouveau blason fut l'historien Karol Maleczyński.
- Le champ à gauche ("dextre" dans le sens héraldique), comporte une demi-aigle polonaise, tête tourné vers sa droite, l'aigle est blanche (argent) le fond est rouge (gueules).
- le champ à droite (sénestre héraldique) comporte une demi-aigle noire (sable) de Silésie, tête tournée vers sa gauche  ses poitrine et aile barrées d'un croissant de lune, le fond est jaune (or).

## 1990
Le 19 juin 1990, le conseil municipal rétablit le blason original de la ville.